# Videnspædagogisk aktivitetscenter
Et videnspædagogisk aktivitetscenter (VPAC) er et statsstøttet oplevelsescenter, der beskæftiger sig med natur, historie og videnskab på en praktisk og aktivitetsbaseret måde. Ifølge Undervisningsministeriet benytter centrene alternativ og supplerende formidling af vanskeligt tilgængelige fænomener og som bygger på vidensformidling via publikums aktive deltagelse. Ellen Trane Nørby har kaldt dem for fyrtårne for formidling og forståelse af vores natur, kultur, historie.
Det er et krav at attraktionen har mindst 25.000 besøgende årligt. Desuden må centre ikke defineres som en samling eller modtage tilskud fra Museums- eller Zoolovgivningen.
I 2019 havde centrene sammenlagt omkring 1,5 mio. besøgende og årligt modtog de 16 mio. kr i støtte.
Under coronaviruspandemien i 2020 blev der etableret en særskilt hjælpepakke til de videnspædagogiske aktivitetscentre i maj, da de ikke havde været omfattet af tidligere hjælpepakker, som var blevet givet i marts og april samme år. Med hjælpepakken kunne centrene blive kompenseret op til 80 % af deres manglende indtjening i perioden 9. marts til og med 8. juli 2020.

## Videnspædagogiske aktivitetscentre
- Sagnlandet Lejre ved Lejre
- Middelaldercenteret ved Nykøbing Falster
- Fjord&Bælt i Kerteminde
- Historiecenter Dybbøl Banke ved Sønderborg
- AQUA Akvarium og Dyrepark i Silkeborg
- Ribe Vikingecenter i Ribe
- Vadehavscentret ved Vester Vedsted
- Økolariet i Vejle
- Experimentarium i København
- Kulturcenter Assistens i København
- Planetarium i København
- Lille Vildmosecentret i Himmerland
- GeoCenter Møns Klint på Møn
- NaturBornholm på Bornholm
- Bornholms Middelaldercenter på Bornholm
- Universe på Als